# المسور بن مخرمة
أبو عبد الرحمن المسور بن مخرمة الزهري (2 هـ - 64 هـ) صحابي من صغار الصحابة، وأحد رواة الحديث النبوي.

## سيرته
ولد أبو عبد الرحمن المسور بن مخرمة بن نوفل بن أهيب بن عبد مناف بن زهرة القرشي سنة 2 هـ في مكة، وكان أبوه مخرمة بن نوفل من سادات بني زُهرة بن كلاب، وأم المسور عاتكة وقيل الشفاء بنت عوف أخت عبد الرحمن بن عوف. هاجر وأسرته إلى المدينة المنورة في ذي الحجة سنة 8 هـ، فأدرك المسور النبي محمد وهو صغير، وسمع منه، لذا فهو يُعد في صغار الصحابة. بعد وفاة النبي محمد، بقيت أسرته في المدينة، ولزم المسور عمر بن الخطاب يحفظ عنه ويتعلم منه. ولما بدأت حملات الفتوح الإسلامية، شارك المسور في فتوحات العراق وفارس، وكان ممن شاركوا في معركة القادسية. وبعد الفتوح، عاد المسور إلى المدينة، أقام به، ولازم خاله عبد الرحمن بن عوف في ليالي الشورى التي حدّدها عمر بن الخطاب للستة الذين اختارهم للخلافة ليختاروا أحدهم فيما بينهم. ولما حُوصر عثمان بن عفان في آخر خلافته، بعثه عثمان بريدًا إلى معاوية بن أبي سفيان يستصرخه.
بعد مقتل عثمان، سار المسور إلى مكة فلم يزل بها حتى وفاة معاوية واستخلاف يزيد بن معاوية، حيث سخط المسور إمرة يزيد، وانحاز إلى عبد الله بن الزبير. صار المسور من وزراء ابن الزبير الذين لا يقطع أمرًا دون مشورتهم. ولما بعث يزيد الحصين بن نمير السكوني لحصار ابن الزبير بمكة بعد وقعة الحرة، فقاتل المسور إلى جانب ابن الزبير إلى أنه أصابه حجر منجنيق أثناء الحصار وهو يصلي، وبقي خمسة أيام بعدها، ثم مات في أول ربيع الأول سنة 64 هـ، وصلى عليه بن الزبير بالحجون.

## روايته للحديث النبوي
- روى عن: خاله عبد الرحمن بن عوف وأبي بكر الصديق وعمر بن الخطاب وعثمان بن عفان[2] وعلي بن أبي طالب وعمرو بن عوف القرشي[6] والمغيرة بن شعبة[5] والنبي محمد وعبد الله بن عباس ومحمد بن مسلمة وأبيه مخرمة بن نوفل ومعاوية بن أبي سفيان وأبي هريرة.[1]
- روى عنه: علي زين العابدين وعروة بن الزبير وسليمان بن يسار وابن أبي مليكة وعمرو بن دينار وابنه عبد الرحمن وابنته أم بكر[2] وسعيد بن المسيب وعوف بن الطفيل[5] وعبيد الله بن عبد الله بن عتبة[3] وأبو أمامة بن سهل بن حنيف وجهم بن أبي الجهم الجمحي وعبد الله بن حنين وعبيد الله بن أبي رافع ومروان بن الحكم.[1]
- الجرح والتعديل: قال يحيى بن معين: «مسور ثقة»،[2] وقد روى له الجماعة.[1]